# SN 2002eu
SN 2002eu – supernowa typu Ia odkryta 30 sierpnia 2002 roku w galaktyce A014943+3237. W momencie odkrycia miała maksymalną jasność 17,40m.